# Pintures murals de l'absis de Sant Sadurní d'Osormort
Les pintures murals de l'absis de Sant Sadurní d'Osormort són unes pintures murals originàries de l'església de Sant Sadurní d'Osormort (Osona) realitzades pel pintor medieval conegut amb el nom de Mestre d'Osormort durant el segon quart del segle xii. Es troben actualment al Museu Episcopal de Vic. La decoració de l'absis estava presidida per la Mare de Déu, actualment només es conserva la part inferior (fins als peus de la Verge, així com les extremitats inferiors del lleó de Sant Marc i el bou de Sant Lluc). A la part inferior s'hi troben les figures dels dotze apòstols, i a sota d'aquests el cicle de la creació de l'home i el pecat original. Aquestes pintures daten de la segona meitat del segle xi.

## Pintura
Les pintures presenten una alteració en la pigmentació a conseqüència de la cremada de l'altar barroc de l'església l'any 1936 durant la guerra civil espanyola.

## Tècnica
La tècnica emprada per a l'elaboració d'aquesta obra és la de pintura al tremp sobre arrebossat, posteriorment va ser traslladada a llenç.